# Cantón de Ingré
El cantón de Ingré era una división administrativa francesa, que estaba situada en el departamento de Loiret y la región de Centro-Valle de Loira.

## Composición
El cantón estaba formado por cuatro comunas:
- Ingré
- La Chapelle-Saint-Mesmin
- Ormes
- Saran

## Supresión del cantón de Ingré
En aplicación del Decreto n.º 2014-244 de 25 de febrero de 2014, el cantón de Ingré  fue suprimido el 22 de marzo de 2015 y sus 4 comunas pasaron a formar parte; tres del nuevo cantón de Saint-Jean-de-la-Ruelle y una del nuevo cantón de Orleans-3.